# Amateuroberliga Niedersachsen 1962/63
Die Saison 1962/63 der Amateuroberliga Niedersachsen war die 14. Saison der höchsten niedersächsischen Amateurliga im Fußball. Sie nahm damals die zweithöchste Ebene im deutschen Ligensystem ein. Meister wurden der VfL Wolfsburg. Neben den Wolfsburgern nahmen der VfL Oldenburg und Leu Braunschweig an der Qualifikation zur Regionalliga Nord teil, wo sich Oldenburg und Wolfsburg durchsetzen konnten.
Die Abstiegsplätze nahmen im Westen Rot-Weiß Damme und Victoria Oldenburg sowie im Osten Goslarer SC 08 und Borussia Hannover ein. Dafür stiegen aus der Amateurliga Niedersachsen die Amateure des SV Arminia Hannover, die Sportfreunde Lebenstedt in die Gruppe Ost und Wilhelmshaven 05 sowie Germania Papenburg in die Gruppe West auf. Der VfB Peine wechselte zur Saison 1963/64 in die Ostgruppe.
Durch die Einführung der Bundesliga wurde die Amateuroberliga Niedersachsen in der Saison 1963/64 nur noch drittklassig. 

## Tabellen

### West
| Pl.               | Verein                    | Sp. | S  | U | N  | Tore    | Quote | Punkte |
| ----------------- | ------------------------- | --- | -- | - | -- | ------- | ----- | ------ |
| 1.                | VfL Oldenburg (N)         | 30  | 21 | 2 | 7  | 069:390 | 1,77  | 44:16  |
| 2.                | VfL Osnabrück Am.         | 30  | 18 | 5 | 7  | 065:410 | 1,59  | 41:19  |
| 3.                | TuS Celle                 | 30  | 17 | 6 | 7  | 069:480 | 1,44  | 40:20  |
| 4.                | Eintracht Nordhorn (A)    | 30  | 17 | 5 | 8  | 071:350 | 2,03  | 39:21  |
| 5.                | Eintracht Osnabrück       | 30  | 16 | 7 | 7  | 056:410 | 1,37  | 39:21  |
| 6.                | SV Meppen                 | 30  | 17 | 4 | 9  | 065:340 | 1,91  | 38:22  |
| 7.                | VfB Peine                 | 30  | 13 | 7 | 10 | 053:390 | 1,36  | 33:27  |
| 8.                | Sparta Nordhorn           | 30  | 12 | 6 | 12 | 065:640 | 1,02  | 30:30  |
| 9.                | SSV Delmenhorst           | 30  | 13 | 2 | 15 | 062:610 | 1,02  | 28:32  |
| 10.               | TuS Haste 01              | 30  | 12 | 3 | 15 | 076:560 | 1,36  | 27:33  |
| 11.               | TSR Olympia Wilhelmshaven | 30  | 12 | 3 | 15 | 053:610 | 0,87  | 27:33  |
| 12.               | Germania Wilhelmshaven    | 30  | 6  | 8 | 16 | 039:660 | 0,59  | 20:40  |
| 13.               | VfL Germania Leer         | 30  | 8  | 4 | 18 | 044:850 | 0,52  | 20:40  |
| 14.               | Kickers Emden             | 30  | 8  | 3 | 19 | 035:820 | 0,43  | 19:41  |
| 15.               | Victoria Oldenburg        | 30  | 6  | 7 | 17 | 031:660 | 0,47  | 19:41  |
| 16.               | Rot-Weiß Damme (N)        | 30  | 7  | 2 | 21 | 056:910 | 0,62  | 16:44  |
| Stand: Saisonende |                           |     |    |   |    |         |       |        |

#### Entscheidungsspiele um Platz 14
Die punktgleichen Mannschaften aus Emden und Oldenburg mussten den zweiten Absteiger ausspielen. Der genaue Modus ist nicht bekannt. 
|               | Gesamt |                    | Hinspiel | Rückspiel |
| ------------- | ------ | ------------------ | -------- | --------- |
| Kickers Emden | 4:4    | Victoria Oldenburg | 1:1      | 3:3       |

Nachdem zwei Spiele unentschieden ausgingen musste ein Entscheidungsspiel in Wilhelmshaven die Entscheidung bringen. Hier setzte sich Emden mit 3:0 durch und schickte die Oldenburger in die Amateurliga.
|               | Ergebnis |                    |
| ------------- | -------- | ------------------ |
| Kickers Emden | 3:0      | Victoria Oldenburg |

### Ost
| Pl.               | Verein                     | Sp. | S  | U  | N  | Tore    | Quote | Punkte |
| ----------------- | -------------------------- | --- | -- | -- | -- | ------- | ----- | ------ |
| 1.                | VfL Wolfsburg              | 30  | 22 | 6  | 2  | 076:320 | 2,38  | 50:10  |
| 2.                | Leu Braunschweig           | 30  | 17 | 7  | 6  | 079:460 | 1,72  | 41:19  |
| 3.                | Hannover 96 Am.            | 30  | 17 | 6  | 7  | 063:420 | 1,50  | 40:20  |
| 4.                | 1. SC Göttingen 05         | 30  | 17 | 4  | 9  | 053:330 | 1,61  | 38:22  |
| 5.                | Teutonia Uelzen            | 30  | 12 | 10 | 8  | 058:580 | 1,00  | 34:26  |
| 6.                | SVG Göttingen 07           | 30  | 14 | 4  | 12 | 067:550 | 1,22  | 32:28  |
| 7.                | Wolfenbütteler SV          | 30  | 12 | 6  | 12 | 063:590 | 1,07  | 30:30  |
| 8.                | Eintracht Braunschweig Am. | 30  | 11 | 6  | 13 | 058:560 | 1,04  | 28:32  |
| 9.                | SV Union Salzgitter        | 30  | 11 | 5  | 14 | 066:650 | 1,02  | 27:33  |
| 10.               | Eintracht Lüneburg (N)     | 30  | 8  | 8  | 14 | 044:610 | 0,72  | 24:36  |
| 11.               | Sportfreunde Ricklingen    | 30  | 9  | 6  | 15 | 041:570 | 0,72  | 24:36  |
| 12.               | 1. FC Wolfsburg            | 30  | 8  | 7  | 15 | 049:620 | 0,79  | 23:37  |
| 13.               | SpVgg Preußen Hameln       | 28  | 11 | 1  | 16 | 046:680 | 0,68  | 23:33  |
| 14.               | Hannoverscher SC           | 30  | 7  | 9  | 14 | 043:650 | 0,66  | 23:37  |
| 15.               | Goslarer SC 08 (N)         | 30  | 9  | 4  | 17 | 038:630 | 0,60  | 22:38  |
| 16.               | Borussia Hannover          | 30  | 9  | 3  | 18 | 046:680 | 0,68  | 21:39  |
| Stand: Saisonende |                            |     |    |    |    |         |       |        |

| (A) | Absteiger aus der Oberliga Nord 1961/62              |
| (N) | Aufsteiger aus der Amateurliga Niedersachsen 1961/62 |

## Niedersachsenmeisterschaft
Die beiden Staffelsieger ermittelten in Hin- und Rückspiel den Niedersachsenmeister. Gespielt wurde am 20. und 27. April 1963. Der VfL Wolfsburg setzten sich dabei durch und sicherten sich die Niedersachsenmeisterschaft. Die Wolfsburger qualifizierten sich durch ihre Platzierung in der Qualifikation für die Regionalliga Nord noch für die deutsche Amateurmeisterschaft 1963.
|                                         | Gesamt |                                          | Hinspiel | Rückspiel |
| --------------------------------------- | ------ | ---------------------------------------- | -------- | --------- |
| VfL Wolfsburg (Meister der Staffel Ost) | 8:2    | VfL Oldenburg (Meister der Staffel West) | 5:0      | 3:2       |

## Qualifikation zur Qualifikationsrunde zur Regionalliga Nord
Die beiden Vizemeister ermittelten in Hin- und Rückspiel den dritten niedersächsischen Teilnehmer an der Qualifikation zur Regionalliga Nord. Da in der Staffel West die Amateure des VfL Osnabrück Vizemeister wurden und diese Mannschaft nicht an der Qualifikation zur Regionalliga teilnehmen durfte, rückte der Drittplatzierte Verein TuS Celle nach. Gespielt wurde am 28. April und 1. Mai 1963. Leu Braunschweig setzte sich dabei durch und nahm an der Aufstiegsrunde teil.
|                                      | Gesamt |                                                | Hinspiel | Rückspiel |
| ------------------------------------ | ------ | ---------------------------------------------- | -------- | --------- |
| TuS Celle (Dritter der Staffel West) | 3:5    | Leu Braunschweig (Vizemeister der Staffel Ost) | 2:3      | 1:2       |

## Aufstiegsrunde zur Amateuroberliga
Die acht Meister der Amateurligen ermittelten im Ligasystem vier Aufsteiger in die Landesliga. Die beiden Gruppensieger und Gruppenzweiten stiegen auf.

### Gruppe A
| Pl.               | Verein                                              | Sp. | S | U | N | Tore    | Quote | Punkte |
| ----------------- | --------------------------------------------------- | --- | - | - | - | ------- | ----- | ------ |
| 1.                | SV Arminia Hannover Am. (Meister der Amateurliga 3) | 6   | 2 | 3 | 1 | 014:900 | 1,56  | 07:50  |
| 2.                | Sportfreunde Lebenstedt (Meister der Amateurliga 4) | 6   | 2 | 3 | 1 | 020:140 | 1,43  | 07:50  |
| 3.                | Tuspo Holzminden (Meister der Amateurliga 5)        | 6   | 3 | 0 | 3 | 013:220 | 0,59  | 06:60  |
| 4.                | SC Uelzen 09 (Meister der Amateurliga 7)            | 6   | 1 | 2 | 3 | 010:120 | 0,83  | 04:80  |
| Stand: Saisonende |                                                     |     |   |   |   |         |       |        |

### Gruppe B
Der TV Bohmte nahm als Teilnehmer der Amateurliga 8 an der Aufstiegsrunde teil, obwohl noch Entscheidungsspiele gegen die punktgleichen Mannschaften von Germania Papenburg und Alemannia Salzbergen auszutragen waren. Bohmte setzte sich zwar sportlich in der Aufstiegsrunde durch, jedoch gewann Germania Papenburg die Entscheidungsspielrunde in der Amateurliga 8. Der niedersächsische Verband erklärte daraufhin Germania Papenburg zum Aufsteiger, obwohl die Mannschaft nicht an der Aufstiegsrunde teilgenommen hat.
| Pl.               | Verein                                       | Sp. | S | U | N | Tore    | Quote | Punkte |
| ----------------- | -------------------------------------------- | --- | - | - | - | ------- | ----- | ------ |
| 1.                | Wilhelmshaven 05 (Meister der Amateurliga 1) | 6   | 3 | 2 | 1 | 016:800 | 2,00  | 08:40  |
| 2.                | TV Bohmte (Teilnehmer der Amateurliga 8)     | 6   | 3 | 2 | 1 | 013:800 | 1,63  | 08:40  |
| 3.                | BV Cloppenburg (Meister der Amateurliga 2)   | 6   | 3 | 0 | 3 | 012:160 | 0,75  | 06:60  |
| 4.                | Cuxhavener SV (Meister der Amateurliga 6)    | 6   | 1 | 0 | 5 | 007:160 | 0,44  | 02:10  |
| Stand: Saisonende |                                              |     |   |   |   |         |       |        |